# 대정로 (인천)
대정로(Daejeong-ro)는 인천광역시 부평구 부평동에 있는 인천광역시도로, 총 연장은 1.06km이다. 도로의 이름이 유래된 것은 옛 행정구역명인 대정리를 이용하여 명명되었다.

## 역사
- 2009년 10월 19일 : 도로명으로 대정로를 고시

## 주요 경유지
- 부평구
  - 부평4동 - 부평5동

## 접촉하는 도로
- 부평대로
- 부흥로
- 주부토로
- 부평문화로
- 시장로
- 경원대로
- 장제로
- 충선로
- 부일로

## 주요 건물 및 시설
- 진흥스타움 (대정로 41/부평동 370-40)
- 아이홈아파트 (대정로 42/부평동 204-20)
- 무한레뷰 (대정로 44/부평동 204-45)
- 서린레이크3차 (대정로 65/부평동 151-14)
- 다운타운일레븐 (대정로 66/부평동 152-1)
- JH타워 (대정로 67/부평동 151-12)
- SR벨리체2차 (대정로 74/부평동 576-3)
- 퍼스트City56 (대정로 76/부평동 577-2)
- 인천북부근로자종합복지관 (대정로 80/부평동 577-3)
- 대준블루온 (대정로 83/부평동 568-1)
- 반석아인스힐 (대정로 84/부평동 564-2)
- 웰링턴 (대정로 93/부평동 560-2)

## 특이 사항
부평풍물대축제 기간에 부평대로의 진입이 통제되거나 부평대로의 혼잡이 심화될 때에는 시장로와 함께 부평대로의 우회도로를 기능한다.